# Bernardi (1893)

Bernardi (1893)
Lauro Bernardi am Lenker

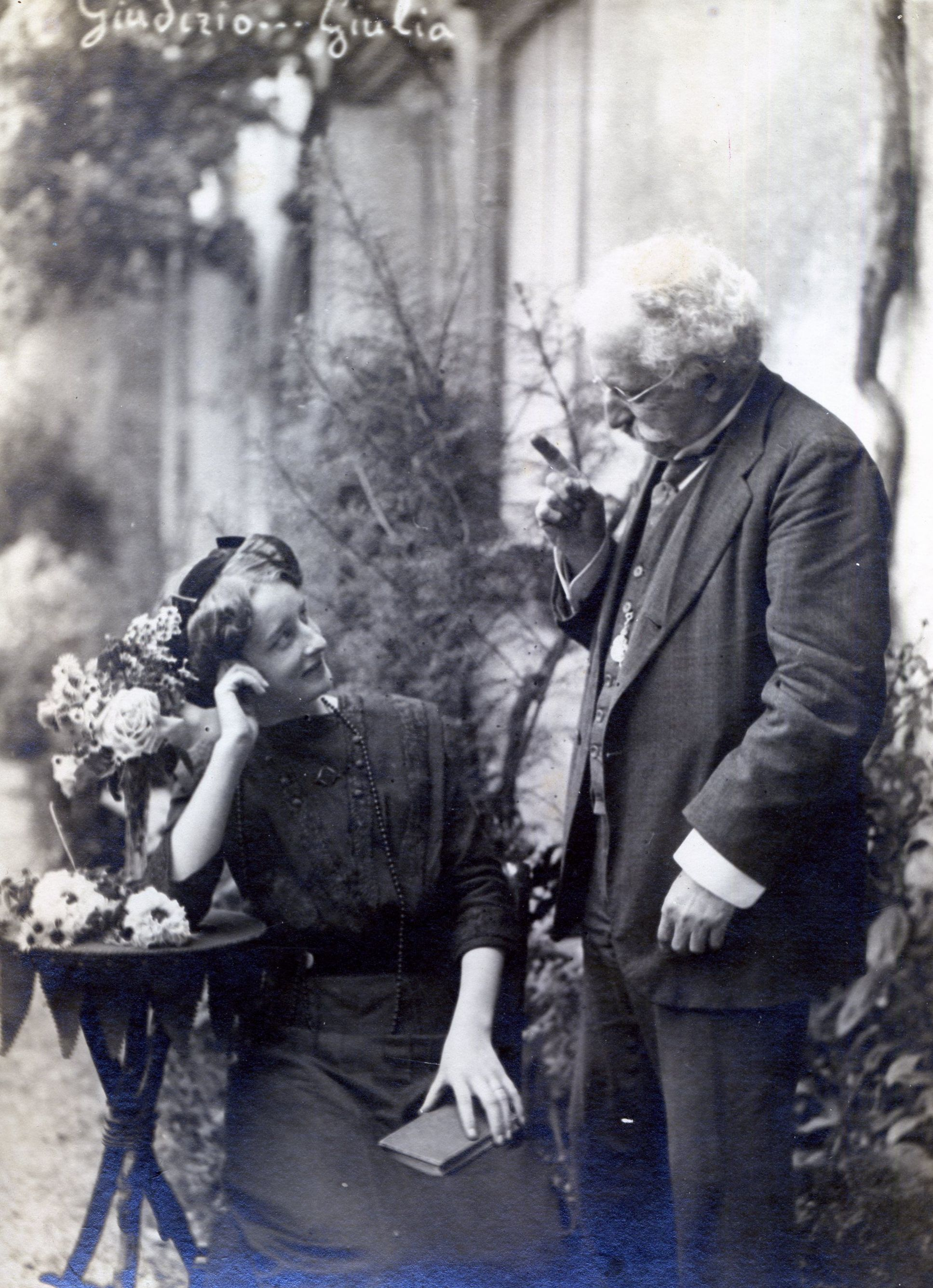
Enrico Bernardi 1912

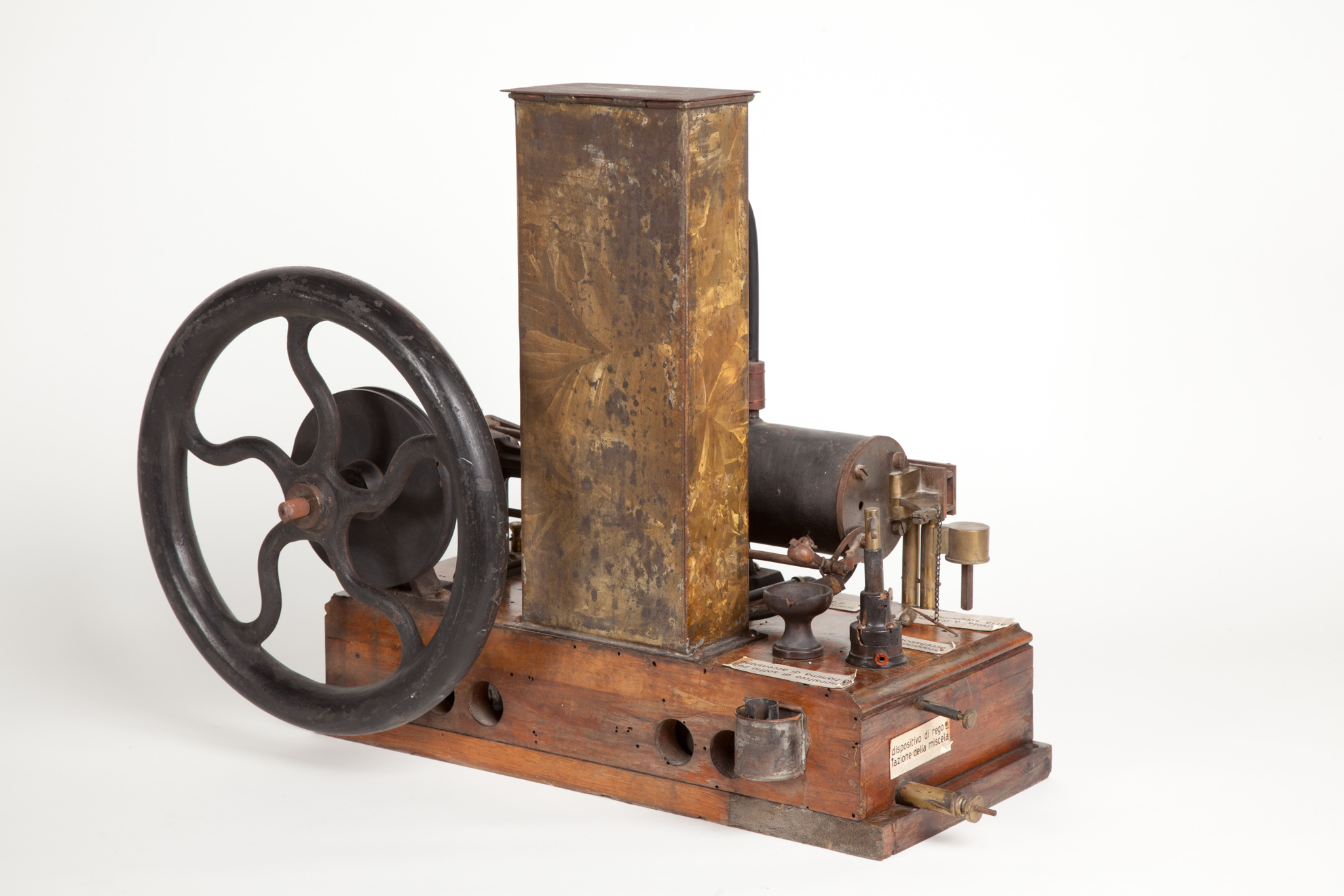
Bernardi-Motor

Die Bernardi (1893) war ein Motorrad des italienischen Professors Enrico Bernardi (* 20. März 1841 in Verona; † 21. Februar 1919 in Turin). Der Motor war auf einen Einradanhänger montiert und trieb ein Fahrrad an. Die Bernardi gilt als das erste italienische Motorrad.

## Geschichte und Technik
Enrico Bernardi, seit 1878 Professor an der Universität Padua, entwickelte ab 1884 einen kleinen wassergekühlten Viertaktmotor mit Glührohrzündung. Verschiedene Experimente mit dem Motor, der zunächst einen Hubraum von 122,5 cm³ hatte, u. a. eingebaut in ein Dreirad mit dem Namen „Motrice pia“ (nach dem Vornamen seiner Tochter), führten schließlich zum Antrieb eines Fahrrads, das von einem Anhänger geschoben wurde. Zum Abschluss der Versuche im Jahre 1893, hatte der Motor „Lauro“ – nach dem Vornamen seines Sohnes, an dessen Fahrrad der Anhänger angebracht wurde – ungefähr den gleichen Hubraum wie der Daimler-Reitwagen, mit einer Leistung von etwa 1/3 PS. Das Polytechnische Journal attestierte damals dem Apparat, der „sowohl dem Zweirad wie dem Dreirad“ angehängt werden konnte, eine „derartige Beweglichkeit, dass man damit auf einer 5 m breiten Strasse bequem umwenden kann“.